# ヤメゴク〜ヤクザやめて頂きます〜
『ヤメゴク〜ヤクザやめて頂きます〜』（ヤメゴク ヤクザやめていただきます）は、2015年4月16日から6月18日まで毎週木曜日21:00 - 21:54に、TBS系の「木曜ドラマ劇場」枠で放送された日本のテレビドラマ。大島優子にとっては本作品が連続ドラマ初主演となった。
櫻井武晴によるオリジナル脚本、堤幸彦がメイン演出を手掛ける警察ドラマ。日本の警察に現実に存在する、暴力団（ヤクザ）からの離脱希望者を支援する組織犯罪対策部（マルボウ）内の「暴力団離脱者相談電話」（通称・足抜けコール） を題材とした、バディものスタイルの刑事ドラマである。第85回ザテレビジョンドラマアカデミー賞では2部門を受賞した。
櫻井の脚本、関口太郎の作画による漫画化作品が『ヤングエース』 (KADOKAWA) で連載された。

## 企画・制作
演出の堤は『ケイゾク』（TBS）、『トリック』（テレビ朝日）、『SPEC〜警視庁公安部公安第五課 未詳事件特別対策係事件簿〜』（TBS）など、「名コンビ」と評される男女一対のバディによるテレビドラマを過去にいくつも手掛けており、本作品はそれらに続くバディもの刑事ドラマとして企画された。正式発表前のタイトルは『任侠刑事・麦秋』と報道されていた。
本作品では主演の大島が屈強な男たちを相手に演じるアクションシーンを売り物の1つとしており、大島はスタントダブルを使わず、ヒール靴のまま自分自身で演じている。また、無情で冷静沈着な主人公、麦秋の役作りの参考として、プロデューサーの植田は大島に『ニキータ』『緋牡丹博徒』『攻殻機動隊』『ブシドーマン』を観るようにと指示している。
演出面では、最終回に裏番組『アイムホーム』のキーアイテムだった仮面などが登場する。

### 撮影・ロケ地
クランクインは2015年3月10日に行われ、6月13日に終盤近くの神社ロケシーンをもってクランクアップした。
メインとなる「足抜けコール」はスタジオセットで撮影されたほか、主要ロケ地として福生市民会館（東京都福生市、第3話）、大森ベルポート屋上（東京都品川区）、オンワード総合研究所（神奈川県横浜市、最終話ほか）、伊豆美神社（東京都狛江市、最終話）ほかでロケ撮影も行われた。

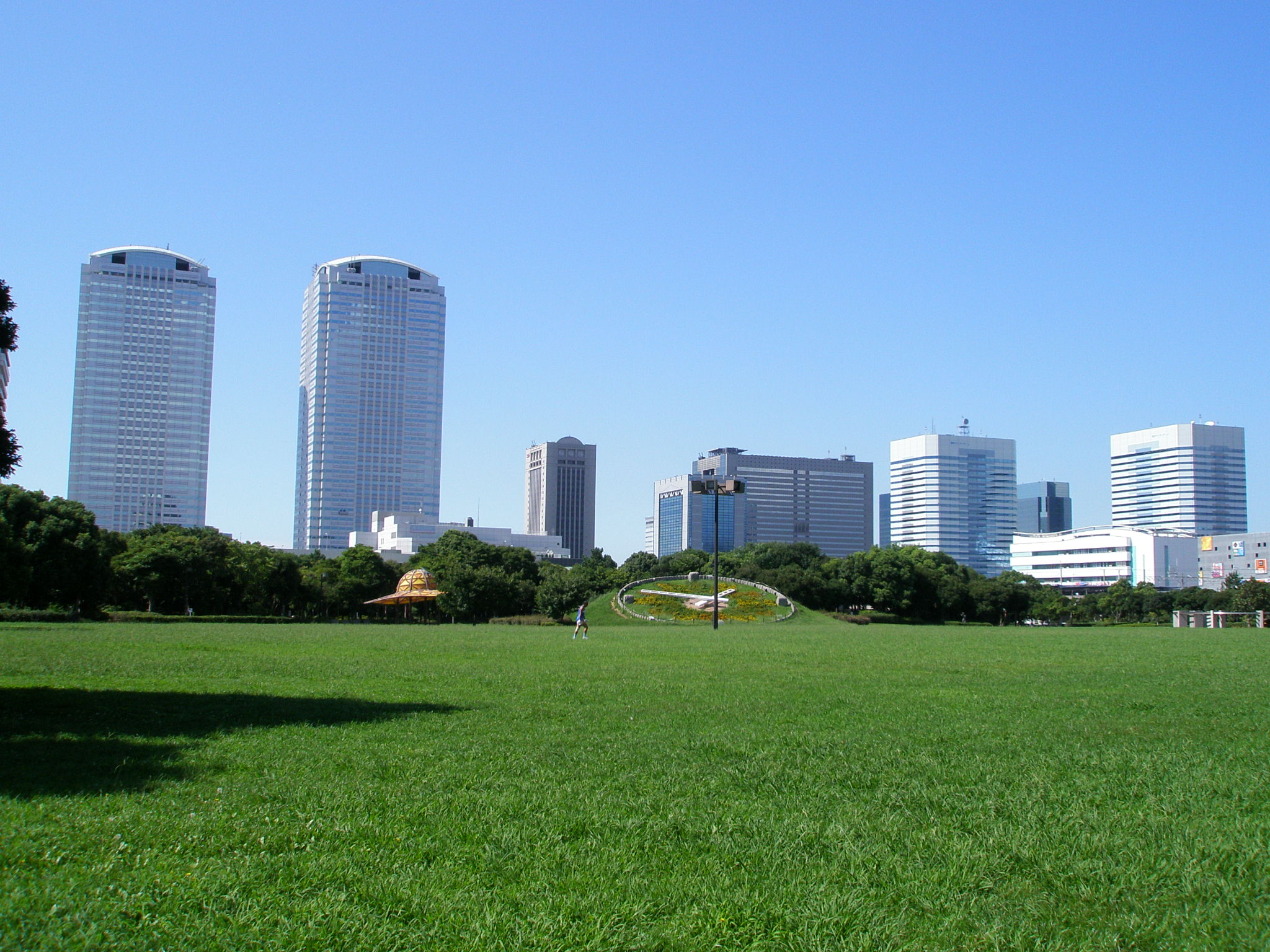
千葉県立幕張海浜公園（千葉県千葉市、第3話[注 4]）
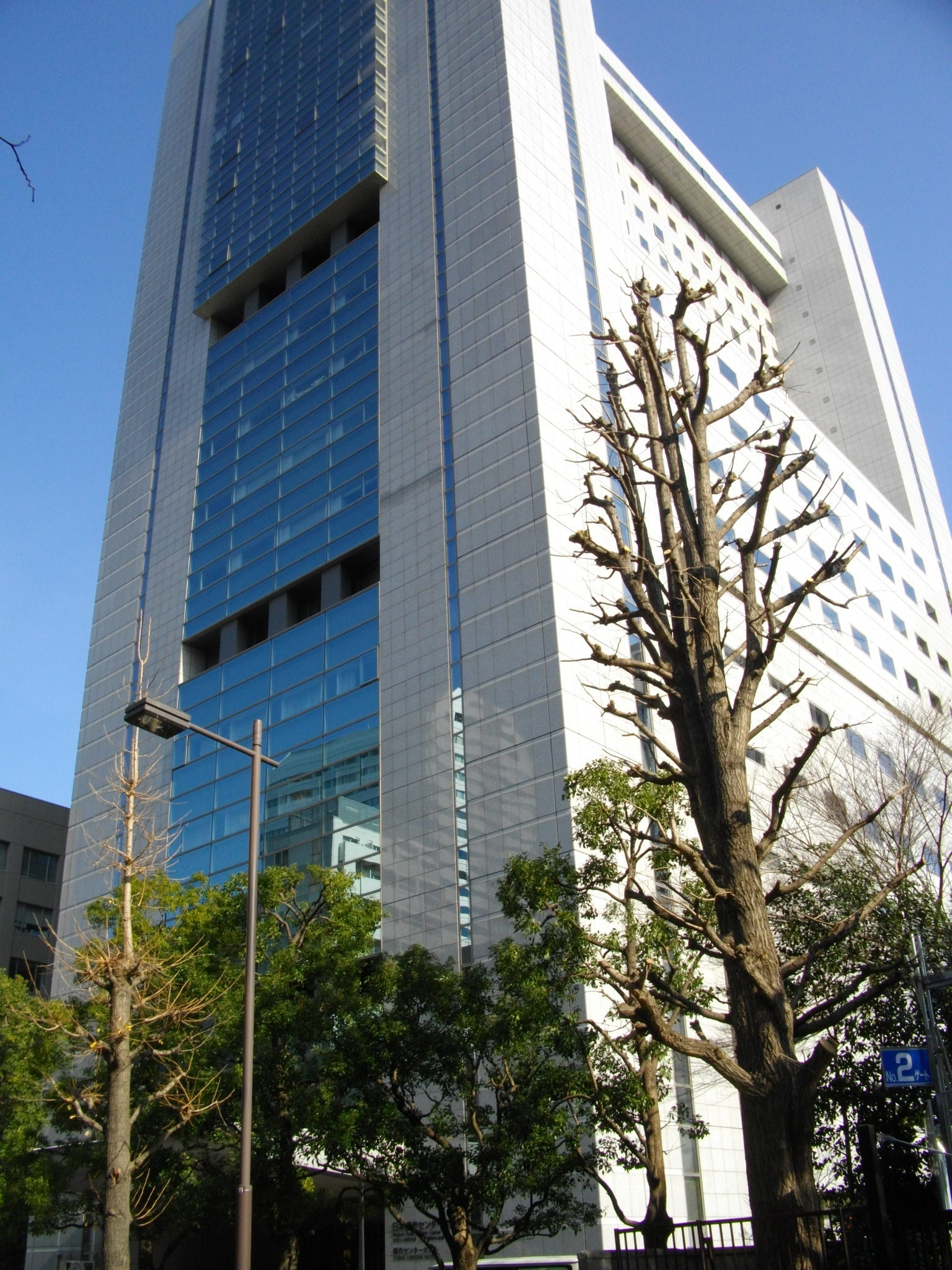
都市センターホテル（ニュース映像を映す巨大ディスプレイのあるビル、東京都千代田区、第8話[注 6]）

オープニングタイトルバックの撮影は、麦秋と翔が、ヤクザたちが花見をする芝生の広場に踏み込むというコンセプトで制作され、桜の花びらやテーブルの小道具、ジャンプするヤクザ、離脱承諾書などが宙を舞い、花火が爆発する数十秒ほどの時間が、ハイスピードカメラによるスローモーションの場面として撮影された。

## 放送
初回は3分繰り上げ・18分拡大（20:57 - 22:09）。第2話は10分拡大（21:00 - 22:04）。第7話は『女子サッカー キリンチャレンジカップ2015 日本×イタリア』放送のため20分繰り下げされた（21:20-22:14）。
本作品はTBSオンデマンドにて放送後1週間無料配信されたあと、有料で配信された。
放送中の同年5月27日に行われたTBSテレビの定例記者会見では、記者からも脚本について好評を得ていたが、それが視聴率に結び付いていないことについて、社長（放送当時）の武田信二と取締役の津村昭夫は、裏番組である木村拓哉主演の『アイムホーム』（テレビ朝日）との対抗で苦戦しているとの分析を明らかにした。

## あらすじ
警視庁組織犯罪対策部第四課（組対四課）の刑事、三ヶ島翔は捜査でミスを犯し、同部第三課内の「足抜けコール」に左遷される。そこはヤクザの暴力団からの離脱（足抜け）を支援する部署だが、中心となる女性警察官、永光麦秋は相談者に対し冷酷非情で、背後の権力をバックに同相談室の本来業務を越えた就職斡旋（あっせん）や、足抜けに抵抗する構成員らとの大乱闘、おとり捜査などの違法行為、ヤクザに利益供与するカタギへの制裁までも行う。人情を重んじる翔とは対立しつつも、二人は他のスタッフや暴追アドバイザーの佐野直道とともに、麦秋が壊滅させた団体親分の困難な再就職や、庁内キャリアの娘と交際する構成員、組織から絶縁され生活保護を必要とする元構成員、果ては翔の旧友などの足抜けを進めていく。
麦秋がこれら業務の果てに狙うのは、大手暴力団、関東貴船組の組長、橘勲の逮捕である。やがて翔は、麦秋が3年前に起きた父の死をきっかけに実父が橘であると指摘され、人事課の谷川永徳による過酷な退職強要の果てに人格を変貌させたこと、警察に忠誠を誓いヤクザを減らす部署、足抜けコールに異動させられ、原因となった橘と母の由美子、そしてヤクザの存在を強く憎んでいることを知る。
麦秋は、橘が服役中の息子、麦蒔を貴船組から偽装離脱させて出所を早めようとしていることを見抜き摘発しようとするが出し抜かれ、彼への憎しみに過剰に捕らわれ苦しむようになる。さらに貴船組内部では若頭の水田千一が橘に反感を抱きはじめ、組ごとの離脱を申し出て内部抗争を誘発する。この騒動の中で、橘は水田を庇って銃弾に倒れる。さらに麦秋と橘の間には実は血の繋がりはなく、26年前に横領犯となった交際相手の子を身ごもり自殺を図ろうとした由美子を止め、生まれた麦秋とともに面倒を見ていた恩人だというのが真相と分かる。麦秋はヤクザを憎み続けた3年間の行動が無駄であったと嘆くが、翔は彼女をその憎しみから「足抜け」させる役割を引き受けると宣言する。
橘は麦秋の依頼を受けた有留章子医師の手術で一命を取りとめる。だが、デイトレーダーの客分を装い水田の下で潜入捜査中というもうひとつの顔を持つ佐野が暴走し始め、同組の資産を消滅させ破綻に追い込む。橘は決意の末、混乱を収めるため組を解散し麦秋に逮捕される。水田の死や、麦秋の説得による橘の足抜けの決断などを経て、彼らをめぐるさまざまな親子の確執は解消していく。橘と一部の元構成員たちは麦秋の応援のもと、カタギの的屋として再出発し、麦秋はこれまで苦しめる存在だった足抜け希望者と関係者を「助ける」ことを使命として、翔とともに足抜けコールで仕事を続けていく。

## 登場人物
登場人物の名前と読み、設定などは出典による。

### 警視庁

#### 暴力団離脱者電話相談室（足抜けコール）
永光 麦秋（ながみつ ばくしゅう）
演 - 大島優子
本作品の主人公。足抜けコール担当相談員で、階級は巡査部長。1989年（平成元年）6月7日生まれ。愛称は「バク」や「バクちゃん」。「ヤクザをやめさせる道を極めた女」であることから「ヤメゴク」とも呼ばれるが、その道の極道であるという意味を含み、また「極道とはヤクザを美化した言葉」であるという考えから、こう呼ばれることを許さない。小柄でありながら単独で集団のヤクザを倒すほどの武術の達人。入庁時は明るい性格で所轄（荒川中央署）の少年係に所属し、多くの少年少女たちの更生に携わっていたが、3年前に人事課を経てさらに1年後に足抜けコールに配属された。
ヤクザを憎んで冷酷非情に対応し、少しでもヤクザに利益供与する者に対しては、カタギにも制裁を加え、身内に対しても妥協しないという独自の思想を持つ。橘の逮捕することと「ある二人の人生を全力で否定する」という個人的な目的があり、行動をともにすることが多い翔を含めた周囲の人間を目的を果たすための「駒」とみなし、顰蹙を買うことも多い。
業務に際して足抜け希望者に隠しカメラを仕掛けるなど、違法な行動をしているにもかかわらず処罰されない背景には谷川と男女の関係にあるためと庁内で噂されているが、これには3年前、出生時の姓が「佐藤」で、橘の実子（非嫡出子）であると指摘され辞職を迫られた際、警察官の道を選んだ麦秋を誇りに想っていた正のことを思い拒否したために経験した別の理由がある（後述）。このために「（麦秋自身を含めた）ヤクザと関わった者は、一生苦しまなければならない」という考えを持ち、橘と母の由美子を憎むが、第9話で知った真相により苦悩することになる。しかし、橘を逮捕して和解に至ってからは、それまで迫害してきたヤクザと彼らに関わった者たちを「助ける」と考えを改める。
永光家の長姉だが、家族とは疎遠で宿直を言い訳にして足抜けコールのオフィスで寝泊まりしている。髪型は前髪が斜めに左目を覆い隠すセミロングのいわゆる「鬼太郎ヘア」で、常に喪服を着用し、スカートの下にはズロースを履き、黒い書類鞄を持ち歩く。外出先ではタブレットを活用する。亡き父親の勤めた「ナスカ製菓」の麩菓子「大麩豪（だいふごう）」が主食で、箱買いしている。物語終盤では、外見も左目が見える髪型に変え、喪服を脱いで少年課時代と同じグレーのパンツスーツを着て本来の性格に戻った。
「麦秋」の名は物語上は橘が付けたもの だが、設定はプロデューサーの植田によるものである。春のドラマでありながら初夏の季語を付けられている件については、麦秋が過去を背負う人物であることに関係し、「麦は踏まれて強くなる」という意味を込めたもので、人も苦難にあっても必ずその先に出口はあるという制作側のメッセージが込められている。
三ヶ島 翔（みかじま かける）
演 - 北村一輝
足抜けコール担当相談員。階級は警部補。関西弁で話す麦秋の相棒刑事。組織犯罪対策部第四課（マルボウ）からの異動で、暴力団九瀬組（くぜぐみ）の覚醒剤製造アジトをガサ入れした際、身重の妻を持つ旧友のヤクザ・藤田喜一郎に同情して見逃すミスを犯し、足抜けコールに左遷させられてくる。
マルボウ刑事の常でヤクザのようなファッションをし、リーゼント（ポンパドール）スタイルの髪型をしている。妻と一人娘がいたが、翔が仕事上で恨みを買ったヤクザに彼女らがつきまとわれるなどの嫌がらせを受けたために離婚を突きつけられ、独身に戻っている。強面だが小心者のため喧嘩は苦手で、高校時代からの友人である藤田の影響で7年間柔道部に所属し二段を持っているにもかかわらず、戦闘からは逃げ回る。チェッカーズファンで、携帯電話の着信音は「I Love you, SAYONARA」。また、男性に好かれる体質という設定で、しばしば水原や佐野に見つめられたりボディタッチをされ、自分からもタッチして彼らの感情を乱す。喫煙者だが、吸っているのは煙草ではなくネオシーダーである。
冷酷かつ横暴な麦秋のことを苦々しく思ってはいたものの、彼女が自分を都合のいい「駒」としか考えていなかったことを知った際にはショックを受ける。しかし、その後は藤田の離脱承諾書を得るのと引き換えに麦秋による橘逮捕を止めるなど、自らの信念に沿った行動を見せるようになる。
やがて麦秋の過去に疑問を抱き、彼女を助けるためにその過去を告白させ、間違った憎しみであることを知り苦悩する彼女の「足抜け」を引き受ける。
東条 剣（とうじょう けん）
演 - 庄野崎謙
足抜けコール担当相談員。階級は巡査部長。麦秋より年上の大卒警察官で、パソコンにはある程度詳しく、文書作成や電話録音などを手がける。花粉症と鼻炎持ちでティッシュペーパーが手放せず、熟女好き。足抜けコールの非公式ゆるキャラ、ヒツジの「やメーたん」の着ぐるみ担当。
石山 博文（いしやま はくぶん）
演 - 田中哲司
室長。麦秋たちの上司。部下の麦秋には振り回され、電話番を押しつけられている。管理職だが定時で帰宅し、子煩悩な愛妻家という設定である。柿ピーを机に常備している。ときどきオフィスのブラインドを指で開け、窓の外に向かってナレーション調で語る場面がある。
演じる田中自身に絡めて楽屋落ち的に、前年に結婚した妻の仲間由紀恵が演じたキャラクターに酷似する女性たち（『ごくせん』、『リング0 バースデイ』、『トリック』、『テンペスト』）が登場して石山がそれに反応するシーンが描かれている。

#### その他の警視庁関係者
水原 公樹（みずはら こうき）
演 - 岡田浩暉
マルボウ刑事。元は荒川中央署のヤクザ担当だが、麦秋から得た情報を摘発に役立てたため、その評価により本庁組対四課に栄転となる。麦秋が関わるヤクザ摘発では彼女の筋書き通りに行動させられ憤るが、借りを返してはまた作るため言いなりになっている。翔に特別な感情を抱き、最終話で彼に「本心」と題した手紙を渡す。
葉月 圭（はづき けい）
演 - 吉永秀平
組対第五課薬物捜査担当。第1話・第5話のガサ入れに参加。
谷川 永徳（たにがわ えいとく）
演 - 山口馬木也
警務部人事課課長。第2話で翔に再度の左遷を命じるが、麦秋の口利きで即座に撤回する。また彼女から科学捜査研究所の捏造証拠を手に入れるよう依頼されるなど、彼女の越権行為をバックアップし、またその活動の成果により出世している。
係長であった3年前、麦秋を「追い出し部屋」（後述）に送って監禁状態にし、彼女の人格を変貌させた張本人である。

### 暴力団追放運動推進都民センター
佐野 直道（さの なおみち）
演 - 勝地涼
暴力団追放運動推進都民センターに所属する暴追アドバイザーで、足抜けコールを訪れた希望者への就職先の斡旋などを担当する。元は警視庁刑事部捜査二課所属のエリートだが、その若さとキャリアに似つかわしくない暴追センターに出向扱いとなっている。
足抜けを引き受ける際には、全員の掛け声のあとにヴィブラスラップなどの鳴り物を鳴らす。「バクちゃんさん」「お嬢様のお彼氏」 など、過剰な敬語で話し、常に温厚かつ飄々とした、いわゆる「オネエ」的振る舞いをするが、強面のヤクザにも冷静に対応する。また、麦秋とは対照的に、相談者に対してのフォローを欠かすことなく行っている。
普段から足抜けコールに入り浸り、柄物のフリル付きエプロンを愛用し、たびたびオフィス内で謎の生物「ムルキンチョ」などの料理やデザート類を相談員たちにふるまう。
基本的には、足抜け希望者以外への就職の斡旋は行っていないが、第7話で翔に頼まれ、水千組の嫌がらせで内定取り消しとなった麦秋の妹、さくらの就職斡旋を担当し、麦秋と永光家の事情を把握する。
元証券会社勤務で仕手戦を繰り広げる日々を送ったのち、中途採用で財務捜査官（警部補）となったが、麦秋の希望を受けた谷川の命令により貴船組を内側から壊滅させるため、表向きの暴追センター出向と同時に、水千組にデイトレードと警察の情報に詳しい客分として潜入し、ファンドマネージャーを務める。これらの行動は実績を挙げれば捜査二課の刑事に推薦することを条件に引き受けた。しかし彼自身は財務捜査官の仕事に退屈し、潜入捜査の刺激に生きる実感を求めて二重生活を行っており、貴船組を壊滅させたあと組員に命を狙われる逃亡生活さえも楽しみ、章子からは病的な「スリル中毒」と指摘される。章子の勧めで身の安全を確保するため警視庁に戻るが、谷川に二課刑事への推薦を「向かない」と反故にされて逆に彼を脅し、その後の処遇は描かれていない。

### 永光家
永光 遥（ながみつ はるか）
演 - 本田翼
麦秋の妹（次女）。看護師であり、有留医院で働き、閉院後は麦秋の紹介による病院「あぶくま整形外科」に転職する。3年前は看護学生で、父の正が路上で倒れ死亡しているのを発見した。「足抜けコール」での麦秋の職務については第7話まで全く知らなかったが、姉の「ヤクザと戦いなさい」という言葉とその過去を知り、自分もヤクザの嫌がらせと正面から戦う決意をする。
永光 さくら（ながみつ さくら）
演 - 宮武美桜
麦秋の妹（三女）。就職活動中の緑山学院高等部3年生。マイペースな性格で口癖は「アジャパー」。就職内定した花屋での仕事にやりがいを感じていたが、水千組の嫌がらせにより内定は取り消しになる。このことがきっかけで初めて長姉の出生の秘密を知る。その後、佐野の紹介により、麦秋と橘に縁のある麦踏神社（むぎふみじんじゃ）に巫女として就職が決まる。
永光 正（ながみつ ただし）
演 - 久松信美（23年前の正：廣瀬剛）
麦秋ら三姉妹の父。菓子メーカー「ナスカ製菓」に勤務し商品開発担当。3年前、入院先から麩菓子「大麩豪」の試作品を持って自宅へ向かう途上で死去。23年前、橘を追い払った警官、岩井田に感謝し、のちに麦秋が警察官の道を選んだことを誇りに思っていた。血縁のない麦秋に対し、妹たちと分け隔てなく実の父としてありたいという気持ちを持ち、成長後に犯罪者の丸橋の娘であることが障害にならないよう、彼女が3歳のときに由美子と婚姻した際、内縁関係にあった際の嫡出子として認知し自分の戸籍に入れ、娘たちにこのことを決して話さないという約束を由美子と交わしたまま死去した。
永光 由美子（ながみつ ゆみこ）
演 - 名取裕子（特別出演）
麦秋ら三姉妹の母。パートタイムで働く保育士だが、水千組の嫌がらせにより退職する。
旧姓は佐藤。若いころにはヤクザのような男性にばかり好かれる性質で、ようやくまじめな銀行員と思われた丸橋と交際したが、彼は勤務先で由美子に貢ぐためと称して横領事件を起こし犯罪者となる。彼と別れたあと妊娠が判明し、自殺を図ろうとしていたところを橘に救われて彼の愛人となり、彼の立ち会いのもと麦秋を出産するが、橘が貴船組幹部となり正妻の元に戻ったため関係は終わり、前述した経緯で正と結婚する。後年麦秋の警察官採用時の身辺調査に嘘を答える。これらの事情のため麦秋が橘の実子であると誤解され、困難に陥った麦秋に恨みを買うが、正との生前の約束のため第7話までは妹たちにも明らかにできなかった。

### 関東貴船組
水田 千一（みずた せんいち）
演 - 金すんら
関東貴船組若頭兼、二次団体の水千組（すいせんぐみ）組長。シノギのため、デイトレードと警察の情報に詳しい客分を迎え、麦秋の活動により二次団体やフロント企業を急激に失った貴船組の経済状況を支えている。マオカラースーツを愛用する。橘からは、息子、麦蒔の出所後の教育係に指名される。
橘が貴船組を抜け出そうとする組員を気遣う態度を見せるようになったことに動揺し、橘の言動の変化に関わる麦秋の家族に対し嫌がらせをする。
麦秋が橘の娘であることを知り、彼が息子である麦蒔の偽装離脱のために違法行為にまで手を染めたことで、橘に対して不信を抱き、自身を含めた水千組の足抜けを巡る騒動の最中で、麦秋と翔に「足抜けを成功させてくれたら、麦蒔の偽装離脱について証言する」と話していたが、自分を庇って銃弾を受けた橘のためにその件を撤回する。橘と和解したあとは、貴船組を解散する橘に従って水千組を解散するが、襲撃された橘をかばい殺害される。
演じる金は、水田について、橘を尊敬し忠実に仕え信頼を置かれているが、彼への愛情の裏返しで憎しみを抱くようになるユダのような人間性の持ち主と解釈している。
鷲頭 健介（わしず けんすけ）
演 - 戸次重幸
第6話より登場。水千組若頭。麦秋の家族たちの身辺を調べ、嫌がらせの直接指示をする。水田に忠実に仕えるが、彼を思うあまり橘を憎み最終回で襲撃する。上半身に入れ墨がある。
藤田 喜一郎（ふじた きいちろう）
演 - 坂田聡
同組構成員。元は九瀬組所属。翔とは高校時代から友人だった。九瀬組が壊滅したあと、貴船組に拾われ本部の構成員となり、元九瀬組組員が足抜け希望者への嫌がらせのダミーとして利用されるのに力を貸す。また、この出来事と前後して妻が出産し、一人娘の父親となる。
九瀬組時代の、薬物の売買でシノギを立ててきた経験しかなく、それを御法度とする貴船組の橘や水田からはたびたび叱責されるが、最終的には翔の計らいによる離脱承諾書を得て足抜けする。
橘 麦蒔（たちばな むぎじ）
演 - 渡部豪太
橘の長男で、同組構成員。第9話まで存在のみが語られ、キャストとしては最終話だけに登場する。1985年（昭和60年）7月19日生まれで、第8話時点で30歳。
橘と正妻の間に生まれた子であり、麦秋の異母兄とされたが、実際には血の繋がりはない。第6話の時点で覚醒剤取締法違反で懲役3年の刑を受け静岡刑務所にて服役中で、半年の刑期を残し本来であれば暴力団員としては認められない仮釈放を得るために離脱願を提出する。また獄中で知り合った元受刑者で中堅土木会社社長の一般人と養子縁組するが、出所を急いだのはこの義父が余命わずかで、その死を看取るためだった。父と同様、社会からドロップアウトした者たちの受け皿が必要という考えを持ち、カタギとして義父の会社で貴船組から足抜けした人々を受け入れる。
橘 勲（たちばな いさお）
演 - 遠藤憲一
同組第六代組長。麦秋が同組員らを摘発し、使用者責任による逮捕を狙う存在。
「極道の道は、極道にのみあり」「組を逃げ出す者は絶対に許さない」とし、組を抜け出そうとする者に対しては、同組員を使っての嫌がらせを仕掛けるなどの手段を用いていたが、麦秋と対面して以降、第6話ゲスト、小牧の生活保護申請に協力するため自ら足抜けコールを訪れたりするなど、元組員を気遣う態度を見せるようになる。
暴力団を社会からはみ出し行き場を無くした者を受け入れる場とし、組長として構成員たちの人生に我が子同様に責任を負うことが使命であるとの考えを持つことが水田によって説明される。第9話で、撃たれそうになった水田をかばい撃たれるが、手術で一命をとりとめる。
麦秋の名付け親であり、息子の麦蒔が7歳のころ、正妻との家庭に戻らず、麦秋の母、由美子と愛人関係となって彼女たちと暮らす。23年前、麦秋が幼少のころ、由美子を訪ねてたびたび永光家を訪れて復縁を迫り、父の正に通報されていた。
水田ら水千組の足抜けを巡る騒動を機に、麦秋の実父ではないことを明かす。足抜けを決意したあとは、彼について行くと決めた元構成員たちとともに、カタギの的屋となる。

### その他
有留 章子（ありどめ しょうこ）
演 - 山口紗弥加
医師で専門は整形外科。個人病院の有留医院院長を経てあぶくま整形外科の勤務医となる。過去にヤクザの指詰め手術を請け負ったことから、麦秋の半ば脅しのような指示に従い、ボランティアとして指詰めしたヤクザの指の再生手術や、入れ墨除去を格安で引き受けている。過去に国外で地雷被害者の四肢欠損のための手術を経験したため、高い技術を持っている。過去の件が知られて閉院したあと、麦秋の計略により遥と同じ病院に再就職する。以後、人生をやり直したいという気持ちを持つようになり、麦秋の過去を知って彼女の心理を理解し、ヤクザの嫌がらせから逃げず体を張って対抗したり、離脱希望者の更生に自分の意思で協力し、麦秋を助ける決意を示す。
三ヶ島 由香（みかじま ゆか）
演 - 松岡恵望子
翔の元妻。娘の波留とともに、翔の回想のみに登場。
三ヶ島 波留（みかじま はる）
演 - 鎌田英怜奈
翔の一人娘。

### ゲスト
キャスト横の話数は初登場以外に登場する話。

#### 第1 - 2話
倉持 省吾（くらもち しょうご）
演 - でんでん
足抜け対象者。関東貴船組二次団体・倉持一家の元親分。麦秋の策略により建設関連のシノギが立ち行かなくなり組を解散し足抜けを決意する。
鈴木 武雄（すずき たけお）
演 - 赤星昇一郎
足抜け対象者。元倉持一家組員。倉持の親分時代に足抜けを希望し、麦秋の策略で離脱承諾書を得てカタギになる。
倉持 幸子（くらもち さちこ）
演 - 三浦理恵子
省吾の妻。組の解散や夫の足抜けに伴う混乱に巻き込まれ離婚する。牛久訛りで話す。
倉持 香音（くらもち かのん）
演 - 柴田杏花
倉持の娘。父がヤクザであることを知らなかったが、その事実が周囲に暴露されたため学校も追われ、母とともに家を出る。
吉松 孝（よしまつ たかし）
演 - 藤田秀世
倉持の再就職先である協力企業・ビジネスホテルの支配人。麦秋の指示により、倉持をいったん解雇するが、その後は彼に同情して引越し作業員の職を世話する。
金繁 勇（かねしげ ゆう）
演 - 市オオミヤ
関東貴船組構成員。カタギになった倉持に嫌がらせをしていたが、耐え忍ぶ彼の姿に感銘を受け自分も足抜けする。
看護師
演 - 氏家恵
有留医院の看護師。
三枝 太郎
演 - 龍坐
倉持を監禁したヤクザたちのリーダー。
十二弁護士（じゅうに べんごし）
演 - 滝裕次郎（第4話）
暴追センターの弁護士。章子の自首に付き添う。

#### 第3話
渡辺 大樹（わたなべ だいき）
演 - 宇梶剛士
関東貴船組フロント企業の工務店「ホバークラフト」社長にして、同組構成員。
風見 徹（かざみ とおる）
演 - 小木茂光
警視庁組織犯罪対策部部長。将来の警視総監候補とされるエリートコースを歩む。
内島 英俊（うちしま ひでとし）
演 - 石井愃一
内島工務店社長。仲介料と引き換えにホバークラフトの実質的業務を請け負う。
村崎 亮（むらさき りょう）
演 - 弓削智久
ホバークラフト社員のデザイナーにして、同組構成員。
風見 愛（かざみ あい）
演 - 古畑奈和
風見徹の娘で、村崎の交際相手。女子高生。村崎のデザイナーとしての才能に恋している。
古畑のキャスティングは彼女の所属するSKE48の冠番組『SKE48 ZERO POSITION 〜チームスパルタ!能力別アンダーバトル〜』で行われた企画「演技力対決」において、本作品への出演権を賭けたメンバーによる対決という名目で演技オーディションが行われ、そこで優勝したことによるものである。古畑は演技初挑戦であった。
角田 満（かくた みつる）
演 - 菅原卓磨
関東貴船組構成員。
風見 尚子（かざみ なおこ）
演 ‐ 舟木幸
風見の妻。
その他の出演者
宮澤美保（クラブ「ガンダーラ」のママ）、寺十吾（寿司屋）、阿部翔平（捜査二課の刑事）、小國彰裕（床屋の主人）、藤村知可（クラブ「ガンダーラ」のホステス）

#### 第4話
硲 祐司（はざま ゆうじ）
演 - 緋田康人
建設資材運送会社「石ヶ谷運送（いしがやうんそう）」社長兼、白城会（しろきかい）系硲組の組長。
硲 知佳子（はざま ちかこ）
演 - 神楽坂恵
祐司の妻。
硲 優奈（はざま ゆうな）
演 - 伊藤成美
硲夫妻の娘。
保育士
演 - 信川清順（第6話）
由美子の勤める保育園の同僚保育士。

#### 第5話
野口 隆（のぐち たかし）
演 - 手塚とおる
大輝の父。
野口大輝（のぐち だいき）
演 - 落合モトキ
19歳の少年。ハングレ集団に所属し、薬物の売人をしている。
野口 清（のぐち きよし）
演 - 田村泰二郎
大輝の祖父。
神鳥組長（かんどり くみちょう）
演 - 菅田俊
藤田の移籍先候補の暴力団「神室會（かむろかい）」系荏原組の組長。
佐々木和也（ささき かずや）
演 - ジョニー大蔵大臣
ハングレ集団のリーダー。

#### 第6話
岩井田 守（いわいだ まもる）
演 - 金田明夫（第7話）
竹の原警察署舎人交番勤務の警察官。地域の「お巡りさん」として住民に親切に接する。1年前に暴力事件を起こした小牧を逮捕して彼が組から絶縁されるきっかけを作り、半年前に自殺未遂した彼を気にかけ足抜けコールに連絡する。23年前永光家近辺を担当し、由美子を訪ねる橘を追い払っていた。第6話で麦秋の行動が遠因で負った刺傷のため、生きがいである交番勤務を外され内勤への異動を内示されるが、それでもなお彼女のことを気遣う。
小牧 裕也（こまき ゆうや）
演 - 山本浩司
足抜け希望者。元関東貴船組系水千組組員だが、シノギに苦労し暴力事件を起こして絶縁され、その後精神を病み働けなくなっていた。
福祉事務所職員
演 - 佐伯新
小牧の生活保護申請のために一同が訪れる福祉事務所の職員。
満島 隆太郎
演 - 信太昌之
警視庁組織犯罪対策部部長。第3話登場の風見徹の後任。

#### 第7話
入山 黄明（いりやま こうめい）
演 - 中野英雄（第9話）
関東貴船組総本部長兼、系列浅間組（あさまぐみ）の組長。
青峰 亨（あおみね とおる）
演 - 長江英和（第9話）
同組若頭補佐兼、系列武尊組（ぶそんぐみ）の組長。
白根 時生（しらね ときお）
演 - 工藤俊作
同組若頭補佐兼、系列白根会の会長。
磯村店長
演 - 新貝文規
さくらの内定先、フローラル花邦の店長。
人事課長
演 - 中野剛
3年前の回想に登場する、当時の警視庁人事課長。名は稲垣 十三。
ハングレA
演 - 野中隆光
ヤクザ風A
演 - 奥野瑛太
ヤクザ風B
演 - 黒石高大
担任教師
演 - 鈴木アキノブ
さくらの高校の担任。

#### 第8話
畠山 智晶（はたけやま ちあき）
演 - 紫吹淳
弁護士。人権派として名高くメディアにもよく登場する有名人。
畠山 亜美（はたけやま あみ）
演 - 東李苑
智晶の娘。水千組の沢田が主催する有名人子女たちの覚醒剤パーティー参加者。
東は第3話の古畑同様「演技力対決」に参加し、優勝は逃したが「第一補欠」に選ばれて出演した。
沢田 啄麻（さわだ たくま）
演 - 中村祐志
水千組組員。組内で禁止される覚醒剤パーティー主催によるシノギが明らかになり、破門される。
浅沼 法男（あさぬま のりお）
演 - 小久保丈二
法務省矯正局次長。智晶の雑誌対談相手。

#### 第9話
石川 道三（いしかわ どうざん）
演 - 石橋蓮司（最終話）
関東貴船組顧問兼、系列赤城会の会長。橘の兄貴分にあたる老ヤクザ。二次団体の水千組襲撃を任侠道の「指導」と称して支持する。騒動後は、貴船組と水千組の解散と引き換えに、系列団体らが元組員への嫌がらせを行わないよう配慮する。
左 多茂津（ひだり たもつ）
演 - 池田大
浅間組組員。
藤居医師
演 - 藤井尚之（友情出演）
橘が搬送された救急指定病院、玉丼病院の医師。弾丸摘出手術ののち、意識不明の橘の受傷の状態からハイリスクな再手術が必要と診断するが、暴力団組長であることを理由に施術を断る。
久留米弁で話し、その際画面には共通語のテロップが表示される演出がなされている。診察室に置かれたサックスは堤の指示による演出で藤井の私物である。
丸橋（まるはし）
演 - 平岡祐太（友情出演）
銀行員。麦秋の実の父。銀行で横領を指摘されて行内で暴れ逮捕される。逮捕後、由美子に対し横領の動機が彼女のためだと言い、由美子も「共犯者」であると責任を押しつけて彼女を絶望させる。
片丘支店長
演 - 片岡鶴太郎（友情出演）
丸橋の勤める銀行の支店長。

#### 最終話
常盤田 宗伯（ときわだ そうはく）
演 - 井上真樹夫（友情出演）
かつて橘と由美子の出会いの場となった麦踏神社の宮司。同神社の祭礼ではカタギの的屋のみを受け入れるため、橘が足抜けすることを条件に、再出発した彼らの初仕事の場を提供する。
的屋A
演 - 武内享（友情出演）
赤い「勝負ズロース」を売る屋台の的屋。
武内は本作音楽担当。
的屋B
演 - fox capture plan（友情出演）
地べたでfox capture plan（つまり自分たち）のCDを売る。
武内と同様、本作品音楽担当。

## 作中設定
暴力団離脱者電話相談室（ぼうりょくだんりだつしゃでんわそうだんしつ）
通称「足抜けコール（あしぬけコール）」。本作品における主要な舞台のひとつとなる、警視庁組織犯罪対策部第三課内の相談室。暴力団からの離脱（足抜け）を希望する構成員や家族のための「暴力団離脱者相談電話」を24時間受け付ける。電話番号は現実には存在しない「00123-893-864」で「おーいにいさん やくざ やめろよ」の語呂合わせになっており、登場人物たちがしばしば連絡先として口にする。
なお劇中では、現実世界の警察にある電話相談と同様、相談電話の受付と本人の意思確認までを行い、離脱承諾書関連の交渉以降は佐野が所属する暴追センターに引き継ぐものとされているが、本作品では主人公である麦秋が人事課の権力をバックに持っているため、それらの活動までも行うという逸脱した行動を取る設定になっている。また交渉決裂により乱闘となった場合は、希望者が正当防衛で倒したという建前で相手方の逮捕を組対四課の水原に引き継ぐ。就職にあたって希望者をわざと苦労させるため、元暴力団員の採用に理解のある協力企業ではなく、通常は案内しない一般企業で就職活動をさせるといった行動も取る。また本来なら対象外の本人以外からの足抜け希望やヤクザの妻の離婚希望なども麦秋の独断で引き受ける。
オフィスは警視庁本庁舎地上15階で、演出の堤のアイデアにより、建物の中でも国会議事堂に向いた側の、くの字に窪んだ部分の部屋が当てがわれているという設定でセットが組まれた。また部屋のすぐ側に喫煙室があり、翔が喫煙中に他部署の者と対話したり、故障して閉鎖され「喫煙所は地下21.5階にあります（元未詳）」（『SPEC〜警視庁公安部公安第五課 未詳事件特別対策係事件簿〜』に由来）の案内が貼られている。
職員らは「MPD」（警視庁の英字略称）の文字が入った青いバッジを身につけるが、これは『SPEC』で使用されたのと同じものである。
離脱承諾書（りだつしょうだくしょ）
暴力団が離脱する構成員に対しそれを承諾したと証明する、代表者名の署名捺印入り書類。離脱者の再就職活動などにあたり有利になる。
関東貴船組（かんとうきふねぐみ）
本作品において主人公、麦秋の主要な敵対相手となる組織。東京の赤坂を拠点とし、関東地方に多数の下部組織を持つ広域指定暴力団。200年以上の伝統を持つ老舗暴力団で、古典的な任侠道を重んじる第六代目組長、橘勲 の下に多数の下部組織を持つ。覚醒剤などの薬物によるシノギは絶対禁止となっている。また組員に再度暴力団社会に戻れる「破門」でなく、戻ることのできない「絶縁」の処分をする際には、理事会を開かなければならないという規則がある。
最終話において、内部抗争解決のため、抗争を起こした二次団体を顧問の石川が会長を務める赤城会に任せて本部と水千組を解散する。この2組の元構成員たちは赤城会など二次団体に吸収されてヤクザを続けるか、麦蒔の会社に就職しカタギになるかの道をおおよそ半分ずつ選び、残った21名と橘はカタギの的屋として再起する。
本作品の脚本家の櫻井武晴が手がけた『相棒』テレビシリーズにて複数回、映画『相棒シリーズ X DAY』にも登場する。
法令執行命令室（ほうれいしっこうめいれいしつ）
3年前、麦秋が異動を命じられた警視庁警務部人事課内の部署。しかし、人員は麦秋1名のみで、通称「追い出し部屋」とされ、退職強要のために監禁同様の嫌がらせを行うための部署である。
3年前、麦秋の橘に関わる出生の事情が明らかになった際、当時係長の谷川の指示の下、窓もない狭い個室で早朝から深夜まで監禁され、大量の法令書類修正作業を強制され、1年間にわたり肉体的精神的な追い込みを掛けられた上で退職願への署名を求められるも拒絶する日々を送る。このあと、谷川から警察の組織に忠誠を誓い、ヤクザの世界を拒否することを示すことを命じられ、足抜けコールへ異動となる。
のちに麦秋が足抜け希望者の親分に離脱承諾書への署名を迫る際の「一筆頂戴いたします」の言葉や翔に強要する土下座は、自分がこのとき谷川に受けた行為の影響である。
その後人事課長となった谷川とは、自分の出生の秘密と、人事課側が暴力団組長の娘を知らずに採用した件とで互いに弱みを握りあう関係になり、麦秋は希望するマルボウ刑事にはなれない代わりに、足抜けコールで成果を挙げる限りはさまざまな越権行為を許される立場となる。
ムルキンチョ
第5話から登場する架空の生物。姿はほとんど画面に映らない。正式名をグリプトドン科ドエディクルス属ムルキンチョという肺呼吸する節足動物で、固い甲羅と長い尻尾を持つ。第5話で佐野によって刺身にされようとしていたところを逃げ出し、仕掛けられた罠から餌を奪いつつ足抜けコールの部屋内を数話にわたり逃げ回る。第7話で「やメーたん」の着ぐるみの中に隠れているところを見つかるが、その場を体液のようなもので汚して再び姿を消す。第9話で佐野に捕獲されて調理され、マヤ文明風盛り付けでふるまわれる。最終話では的屋の屋台料理として売られる。

## スタッフ
- 脚本 - 櫻井武晴
- 音楽 - fox capture plan、武内享
- 主題歌 - Thinking Dogs「世界は終わらない」（ソニー・ミュージックレコーズ）
  - 作詞：秋元康、作曲：石井亮輔、編曲：重永亮介
- 冒頭ナレーション - 小高三良[注 1]
- 演出 - 堤幸彦、加藤新、坪井敏雄、白石達也
- プロデューサー - 植田博樹、伊藤雄介、楠千亜紀（オフィスクレッシェンド）
- 製作著作 - TBS

スタッフ出典：

## 作品の評価
第85回ザテレビジョンドラマアカデミー賞において、大島優子が主演女優賞、遠藤憲一が2015年春クールにおける3作品同時出演（本作、『Dr.倫太郎』、『不便な便利屋』）の功績に対しザテレビジョン特別賞を受賞した。

## エピソードリスト
| 話数 | サブタイトル ラテ欄タイトル                                        | 初回放送日 | 演出     | 視聴率 |
| --- | ------------------------------------------------------------------ | ---------- | -------- | ------ |
| 1 | 第壱話 堤幸彦最新シリーズ! 喪服の女警官とマル暴刑事 人情任侠事件簿 | 4月16日    | 堤幸彦   | 9.1%   |
| 春のある日、「足抜けコール」の刑事、永光麦秋は暴力団倉持一家へ乗り込み、ヤクザたちを倒し組員の足抜けを成功させる。一方、組対四課の三ヶ島翔は、ガサ入れでヤクザの藤田喜一郎の逃走を許すミスを犯して足抜けコールに異動させられてくる。まもなく訪れた希望者は、倉持一家親分の倉持省吾で、麦秋の策略にはまりシノギを失って組を解散していた。一同は倉持のため上位団体の関東貴船組組長、橘勲に「離脱承諾書」への署名を求めるが成功せず、離脱のけじめに指詰めをした倉持の再就職活動はうまくいかない。わざと倉持を困難に遭わせる麦秋に対し翔は彼女のヤクザに対する個人的な恨みを指摘するが、麦秋は意に介さない。倉持は結局、有留医院で指の再生手術を受け、ホテルへの就職が叶う。しかし、貴船組の者たちが職場で嫌がらせを始め、有留医院では院長の章子が過去にヤクザの指詰めを引き受けた事実を突きつけ市民団体の抗議活動が行われる。連絡を受け翔を連れて市民団体の前に現れた麦秋は、彼らの手に容赦なく手錠をかけ始める。 |                                                                    |            |          |        |
| 2 | 第弐話 人の再生を邪魔する奴は許さねえ 麦秋怒りの鉄拳!!!!           | 4月23日    | 堤幸彦   | 6.7%   |
| 麦秋は逮捕した男たちがヤクザであることを暴露し、彼らに扇動された市民たちを解散させる。騒ぎは収まるが、章子は麦秋からの解放を望み警察に指つめ協力の件を自首する。以降も嫌がらせを受ける倉持は解雇に追い込まれて自暴自棄になり、行方をくらまし日雇い労働者の中に身を隠す。時期を同じくして翔は職務に関する取材を受け、足抜け希望者への社会の理解と家族の支えを訴えるが、その内容に激しいクレームを受け、人事の谷川永徳から左遷を通告される。翔は麦秋に、左遷撤回の口利きと引き換えに土下座を強要され、ヤクザと足抜け業務への世間の風当たりの強さを思い知らされる。一方、同情したホテル支配人の世話で定職を得た倉持は、彼の姿に感銘を受け足抜けを決意した貴船組組員、金繫勇の相談に乗り翔の連絡先を教えていたところ、ヤクザの集団に拉致される。金繫が翔に通報すると、麦秋はすでにその行方を把握していた。麦秋が倉持に就職祝いとして贈った腕時計には隠しカメラが仕込まれていたのだ。監禁場所に踏み込んだ麦秋は、ヤクザたちを制圧し倉持を救う。しかし逮捕した者たちは貴船組でなく、同組に使われた九瀬組の者たちで、麦秋の狙いである橘の逮捕は叶わない。怪我を治し退院した倉持は改めてカタギとして生きる決意をし、翔の説得に心を動かされた元妻と復縁する。翔は麦秋が自ら密告して貴船組の嫌がらせを煽っていたことなど、一連の出来事がすべて同組摘発のために倉持を利用した彼女の計略であったこと、また彼女が2人の人物に対し強い憎しみを持つことを知る。 |                                                                    |            |          |        |
| 3 | 第参話 秘密の依頼 娘の恋人がヤクザ!!                               | 4月30日    | 加藤新   | 6.0%   |
| 麦秋らは庁内の内線電話から足抜け依頼を受ける。依頼主は警視庁関係者の妻で、娘と付き合っている貴船組の男を夫にも内緒で足抜けさせたいという。対象者の村崎亮は組のフロント企業である工務店・ホバークラフト（以下ホバー社）に就職して不本意ながら構成員にされヤクザとしての意識は乏しいが、就職難の末に同社で肩書きのみとはいえようやくデザイナーになれた彼の足抜け意思は弱い。交際相手の風見愛は、実は組対部長でエリートコースを歩む風見徹の娘であるが、別れさせようとする説得に聞く耳を持たない。麦秋はホバー社の事業を実質的に請け負う工務店および取引先に関係を絶つ誓約をさせ、同社を追い込んでゆく。カタギを相手にやりすぎだという翔に対し、麦秋は暴排条例の精神とはカタギをヤクザの矢面に立たせるもので、無関心と無責任から暴力団に利益供与する彼らは自業自得だと説く。対抗して娘の件で徹を脅すホバー社社長、渡辺大樹に対し、保身のため捏造させた音声証拠をもとに組対四課にでっち上げ捜査を命じる徹は、その情報が渡辺側に漏れさらに脅される。しかしその場に踏み込んだ麦秋らに脅迫の音声を押さえられ、格闘の末逮捕される。その後麦秋らは橘の責任を問うため貴船組を訪れるが、同組はすでにホバー社との関係を絶ち責任を逃れていた。橘は麦秋を垣間見て、かねてより組を追い詰めている「黒い服の女警官」の姿と名を知る。徹は左遷され村崎は足抜けするが、愛は彼女との将来のため地道に働こうとする彼に対し、夢を捨てたといって幻滅し別れを告げる。絶望し泣き崩れる彼を冷ややかに突き放して立ち去る麦秋を追った翔は、彼女が憎む、ヤクザに利益供与する者の一人が彼女自身の母であることを聞かされる。 |                                                                    |            |          |        |
| 4 | 第四話 極道の妻VS女刑事!! 母の涙の訳                               | 5月7日     | 坪井敏雄 | 6.2%   |
| 専業主婦の硲知佳子から足抜けコールが入る。夫の祐司は運送会社を隠れ蓑にした三次団体の組長で、上納金などのため生活費を渡さなくなり共働きも許さないため、娘との生活のためにも離婚を望んでいた。麦秋らは祐司に離婚届への署名を迫るが祐司は承諾しない。同じころ、章子は起訴猶予となるが、再就職先は遥と同じ病院となり、引き続き麦秋の監視下に置かれる。麦秋の存在を知った橘は彼女の母・由美子に接触し、由美子は3年ぶりに麦秋に会うが拒絶される。翔は3年前に麦秋の父・正が死去した事件が彼女の現在の状態に関わると知る。やがて祐司が知佳子名義の不法投棄を行う別会社を作って帳簿を操作し、利益を移す違法行為をしていると判明する。同時に祐司が妻の手から娘をさらったと知った麦秋らは会社を家宅捜索し、一同を制圧するが祐司は証拠を持って逃走し、娘を渡すよう取引を求める。麦秋は祐司を巧みに欺き、娘の引渡しには応じず、証拠と離婚届へのサインと引き換えに逮捕を逃れるよう計らう。祐司逃走のあと麦秋は、会社が摘発され組も壊滅した彼の未来はカタギになるか野垂れ死にだと冷笑する。違法会社の件で逮捕された知佳子は、長い拘留期間の間娘に会えない厳しい先行きを麦秋に告げられ嘆くが、別れた夫の接触から自分と子の身を守りながら就職活動を進めるには最良の道であると佐野にフォローされ前向きに更生を決意する。一方、翔は貴船組の方針で薬物のシノギを失い焦っている藤田の身を案じ、麦秋に彼の足抜けを依頼するが、彼女は藤田に罠を仕掛け追い詰める。 |                                                                    |            |          |        |
| 5 | 第伍話 警察が悪魔ヤクザが神!? 半グレ                               | 5月14日    | 堤幸彦   | 6.4%   |
| 孫の野口大輝を足抜けさせたいという老人・清が相談に訪れる。大輝は未成年ながらハングレのグループを出入りし、薬物の売人になっていた。彼はかつて少年係にいた麦秋が補導し更生させた不良少年だったが、その後足抜けコールに異動した麦秋が彼の父、隆の職場を利益供与企業として倒産に追い込んだため大学を中退せざるを得なくなり、元九瀬組の藤田と関わって薬物売買のノウハウを教わっていた。大輝は麦秋を恨んでおり足抜けへの説得にも耳を貸さない。大輝は藤田に接触し、別の暴力団への移籍を仲介する代わりに手持ちの覚醒剤を安く譲ってくれるよう頼む。大輝は取引のためリーダーがオレオレ詐欺で用立てた300万円を支払い、藤田は貴船組との取引料として移籍先にこの金を渡す。しかしそこへ麦秋と翔が現れ、実は一連の流れが清に詐欺被害者を演じさせたおとり捜査だったと明らかになる。リーダーは逮捕され、移籍先は関与を否定するために藤田を切り捨てる。裏切られたと思い込んだ藤田は大輝を暴行し、追ってきた麦秋と翔に逮捕される。麦秋は使用者責任で橘をも逮捕しようとするが、翔はそれを止め、藤田の離脱承諾書へのサインと絶縁状配布を条件に逮捕を回避する取引をする。藤田の足抜けは成立し、翔の友情に感謝した藤田も更生の決意を固める。入院先で逮捕を前にした大輝は麦秋の叱責と関係者たちの励まし、彼のために危険を冒して捜査協力した家族たちの愛に涙し、再起に向けて歩み出す。 |                                                                    |            |          |        |
| 6 | 第六話 母とヤクザあなたは私の仇です                                | 5月21日    | 加藤新   | 6.1%   |
| 交番勤務の警官・岩井田が足抜けコールに顔見知りの元貴船組系水千組組員・小牧の就職あっせんを依頼する。しかし小牧は組に絶縁されたあと精神を病み働ける状態ではなく、自殺未遂歴もある彼に、佐野は一時的な生活保護申請を提案する。しかし麦秋は働ける肉体能力を持ちながら市民の税金を負担させることが許せないといい、翔たちの交渉する福祉事務所に手を回し、申請に必要と称して水千組の絶縁状の写しを要求させたうえで、谷川の力でマルボウに保管されている写しを紛失扱いにさせる。しかしある日、橘が自ら足抜けコールを訪れて貴船組保管分の絶縁状を手渡し、申請は可能になる。一方翔は、麦秋が幼いころ橘が由美子の元をひんぱんに訪れ、それを追い払い父の正に感謝されていたのが岩井田だったこと、正が橘に殺されたのではないかという読みは外れ、入院先を自ら抜け出しての病死だったことを調べ上げる。やがて申請の結果が出るが、再び麦秋が手を回し、小牧が頼ることのできない親族の資産の関係で不可になる。心配した岩井田は小牧のアパートを訪れ励ますが、追い詰められた彼に刑務所に入ることを目的として包丁で刺され重傷を負う。岩井田は小牧をかばい、麦秋が背負うものの重さを察して気遣うが、翔は生活保護も刑務所も同じ市民の税金による運営であり、どちらを選べば岩井田が傷つかずにすんだのかと麦秋に問い叱責する。麦秋は手痛い失敗を悔いてさらに自らを研ぎ澄ますという。 |                                                                    |            |          |        |
| 7 | 第七話 壮絶過去警察官でいさせて!                                   | 5月28日    | 坪井敏雄 | 5.2%   |
| 水千組は麦秋の家族に嫌がらせを始める。卒業後就職予定の花屋でアルバイトを始めた麦秋の妹、さくらは花屋の配達先が水千組の企業舎弟で彼らの罠とも知らず、チップをもらうなどする。警告を受け取引は停止されるが、その後ハングレ集団が花屋を荒らし、通報を受けた麦秋は、集団ばかりかさくらにも利益供与者として手錠を掛け翔らにひんしゅくを買う。また遥や由美子の勤務先にもヤクザ集団が訪れる。妹たちは麦秋に関連して狙われたと知り問い詰めるが、麦秋は原因は母にあるという。ますます自分を追い詰める麦秋を翔と岩井田は案じ、その説得で、麦秋はようやく過去を語る。 3年前、父の正が死去し、規定による慰労金の支給に際して家族関係の再調査が行われた際、両親は麦秋が3歳のときに入籍し麦秋を認知したが、実際には彼女は橘勲と由美子の間に生まれた非嫡出子だと分かる。反社会的勢力関係者の子である麦秋は本来警察官になれるはずがなく退職を迫られる。しかし亡き父が警察官になった麦秋を誇りにしていたため彼女はそれに抵抗し、谷川によって「追い出し部屋」に1年にわたり監禁される仕打ちのあげく、足抜けコールへの異動を命じられ、警察に籍を置くためヤクザを拒絶することにすべてを注いできたのだった。また佐野の立ち会いのもと、妹たちにも由美子から麦秋の過去が語られる。 遥は意を決して職場で章子とともにヤクザと対決し、通報する。だが麦秋らがその場に来たとき、ヤクザたちを追い払い嫌がらせを辞めさせたのは、麦秋のことを覚えていた橘だった。その後、橘は刑務所にいる実の息子・麦蒔を仮出所させるための策を進め、足抜けコールには担当の所轄署から、麦蒔の暴力団離脱願が提出されたという連絡が入る。 |                                                                    |            |          |        |
| 8 | 第八話 兄が出所!? 女弁護士との智略戦                               | 6月4日     | 白石達也 | 5.8%   |
| 麦秋らは橘から麦蒔の離脱承諾書への署名を手に入れる。しかし麦秋は、麦蒔の出所を早めるための偽装離脱と判断し、さらにヤクザの世界に戻れなくなる絶縁状への署名も求める。橘は理由をつけて絶縁状への署名を先延ばしにし、麦秋は持ち帰った承諾書を燃やして処分する。このため刑務所へ承諾書を送る処理ができずにいた足抜けコールに、人権派弁護士として有名な畠山智晶が訪れる。対談相手から麦蒔の件を聞き離脱希望者の人権保護のため弁護を申し出たという彼女は、未処理に抗議し早急な対処を求める。石山は翔と東条に指示して神戸出張中の橘に再度署名をもらいに行かせ、その足で静岡刑務所に承諾書を届けさせる。一方、オフィスの麦秋のもとには、智晶の娘、亜美が、水千組組員が禁を犯して主催する覚醒剤パーティーに参加しているというタレコミが入り、佐野の調査で対談相手に聞いたという話も嘘だとわかる。麦秋は娘の件で貴船組に脅された智晶が弁護を引き受けたとにらむが、智晶はしらを切り、亜美が監禁されていると指摘されてもスキャンダルを恐れて無視する。麦秋らは監禁場所を捜し出して摘発し亜美を救いだす。しかし犯人たちはすでに組を破門されており、義理がないはずの貴船組との関係も否定する。渦中の人となり記者会見を開いた智晶は、麦蒔が離脱のため父との親子関係を解消し一般人との養子縁組手続きをしていることを発表し、そのために橘と会っただけだとして娘の件で貴船組と関係を持ったことを否定する。会見後麦秋と翔は智晶を問い詰め、橘は水田が彼に不信を抱き麦蒔の離脱を妨害するため行っていた一連の行動の裏をかき、智晶に接触して養子縁組手続きを依頼していたと知る。我が子を守るためならば悪事に手を染めてでも全力を傾け、書類上の縁を切ることさえいとわない橘に親子のあり方を教えられたと言い、今後有名人としての名誉を捨てて娘の弁護に全力を尽くすという智晶の言葉を聞いた麦秋は怒りに我を忘れ、取り乱す。暴れる麦秋を止め、二人きりになった翔は、橘への憎しみで麦秋自身が壊れてしまうと言い、どうすればその憎しみを取り除けるのかと問うて彼女を抱きしめ、麦秋は彼の腕の中で泣き崩れる。 |                                                                    |            |          |        |
| 9 | 第九話 最終章突入!! 最大の難敵に挑む                               | 6月11日    | 堤幸彦   | 6.2%   |
| 水田率いる水千組が組丸ごとの足抜けを希望して連絡してくる。水田は麦蒔を巡る出来事で次期組長の地位を得られないと思い、また麦秋に対する態度などから、組の疑似親子関係よりも血縁の絆を優先する橘に失望し、足抜けが成功すれば偽装離脱を裏付ける証言をするという。水千組のうち一部の110名が離脱を希望するが、橘は水田本人と話し合うまではと、その離脱承諾書への署名を断る。しかし他の二次団体は水千組の行動に怒り、橘の制止も無視して彼らを襲撃し、麦秋に制圧される。だが浅間組組長の入山黄明が水田に向けて発砲し、そこへ現れ水田をかばった橘が被弾してしまう。そこで橘は、水田に麦秋も自分の実子ではなく自分にとって血縁は重要ではないと言う。 混乱した麦秋は実家で家族に事情を聞く。麦秋の実父は横領と銀行内暴行事件を起こして逮捕された銀行員で、未入籍のまま妊娠し自殺を図ろうとした由美子を助け、出産後2歳になるまで面倒を見ていたのが橘で、その後の結婚相手、永光正が麦秋の将来を考え、犯罪者の父親との関係を残さないために自分の戸籍に入れたのだった。これらの事情は佐野から足抜けコールの面々にも説明される。麦秋はヤクザへの憎しみに捕らわれた3年間が無駄だったと悔いるが、翔はそこから抜け出すチャンスだと言い、彼女の「足抜け」を自分が引き受けると宣言する。後日、橘への反乱を後悔した水田は足抜けを中止するが、受傷した橘の手術を病院に断られ、麦秋らに助けを求める。麦秋に依頼された章子は手術を引き受けるが、これまでの信念を覆す彼女の行動に納得できず、疑問をぶつける。しかし麦秋はあくまでも橘を生かして逮捕することが目的という。同じころ、水千組は橘の回復祝いを兼ねた上納金のため、客分のデイトレーダーにさらなる儲けを得るように依頼する。それを受諾した客分の正体は佐野であった。 |                                                                    |            |          |        |
| 10 | 最終回 最後の敵は鮮血の向こう側に                                  | 6月18日    | 堤幸彦   | 6.2%   |
| 章子による橘の手術が成功し、回復後に橘を逮捕するという麦秋に翔はまだ憎しみから逃れられないのかと疑問を持つが、彼女は橘を足抜けさせこれまでの希望者同様苦しめるという。だが麦秋に迷いを見た佐野は、自分が麦秋の希望で谷川に命じられ、水千組に潜入し貴船組を内部から追いつめる役割であると釘を刺す。潜入捜査のスリルに溺れた彼の暴走を感じ取った麦秋は、谷川にかけあうが止めることはできず、佐野はトレードにより貴船組に大損害を出して逃亡する。貴船組は破綻状態になり、回復した橘は顧問の石川に二次団体を任せ子分たちへの迫害を抑えてもらうのと引き換えに、貴船組と水千組の解散を決意する。橘は麦秋に、自分と水田の身柄保護を頼んで逮捕され、親子としての和解を果たす。しかし連行中、水田を惑わせた橘を恨む水千組の鷲頭が橘を襲撃し、彼をかばった水田が死亡する。彼らの親子の絆に思いを馳せるなか、麦秋は母とも和解する。 後日、拘置中の橘は出所した麦蒔と足抜けコールの部屋で面会し、カタギとなった麦蒔が義父を看取ったことと、彼の会社で足抜けした貴船組の人々を受け入れるという申し出を聞く。その後、麦秋らは解散した組員らの受け入れ先を手配する。橘本人について行くことを希望する21名に対し、橘は彼らといずれヤクザの世界に戻るというが、麦秋は自分たち親子に縁のある麦踏神社でカタギの的屋として再生する道を示し、彼に足抜けを決意させる。1か月後、麦踏神社では橘たちの的屋が屋台を並べ人々が祭を楽しむ。彼らを見守る麦秋は、ヤクザを辞めた人々と関わりを持った人々を助けるために、今後も足抜けコールで働いていく決意を語り、翔とともに笑顔で次の依頼に向かっていく。 |                                                                    |            |          |        |

平均視聴率 6.5%（視聴率は関東地区・ビデオリサーチ社調べ）

## 関連商品

### ホームメディア
ヤメゴク〜ヤクザやめて頂きます〜 Blu-ray BOX
2015年11月25日発売、発売元：TBS、販売元：キングレコード。
本編5枚組（486分）+特典映像ディスク1枚（217分）。
初回製造分には2016年2月開催予定のスペシャルイベント（トークショー）への参加券を封入。
ヤメゴク〜ヤクザやめて頂きます〜 DVD BOX
発売日など同上。リージョンナンバー／2（NTSC・日本市場向）。

### サウンドトラック
TBS系 木曜ドラマ劇場『ヤメゴク〜ヤクザやめて頂きます〜』オリジナル・サウンドトラック（2015年6月10日発売、発売元：Anchor Records、UZCL-2069）iTunes Store、OTOTOYなどでも配信された。
主題歌は収録されていない。なお、放送ではこれらの他に以下のfox capture planによる既存楽曲が使用された。
- Attack on fox（第3話、アルバム『BRIDGE』収録）[54]
- beyond the beyond（第7話、アルバム『UNDERGROUND』収録）[55]

| #         | タイトル                    | 作詞      | 作曲             | 編曲             | 時間 |
| --------- | --------------------------- | --------- | ---------------- | ---------------- | ---- |
| 1.        | 「In the Darkness」         |           | fox capture plan | fox capture plan | 2:37 |
| 2.        | 「Crow Dance」              |           | fox capture plan | fox capture plan | 3:41 |
| 3.        | 「桜の路」                  |           | fox capture plan | fox capture plan | 2:39 |
| 4.        | 「Before the Storm」        |           | fox capture plan | fox capture plan | 2:13 |
| 5.        | 「Escape」                  |           | fox capture plan | fox capture plan | 3:02 |
| 6.        | 「What's It?」              |           | fox capture plan | fox capture plan | 3:48 |
| 7.        | 「Run & Run」               |           | fox capture plan | fox capture plan | 1:33 |
| 8.        | 「Before the Riot」         |           | fox capture plan | fox capture plan | 1:41 |
| 9.        | 「Syndicate」               |           | fox capture plan | fox capture plan | 1:48 |
| 10.       | 「Tension & Swing」         |           | fox capture plan | fox capture plan | 2:14 |
| 11.       | 「Footsteps」               |           | fox capture plan | fox capture plan | 2:06 |
| 12.       | 「追憶」                    |           | fox capture plan | fox capture plan | 2:46 |
| 13.       | 「In your Shadow」          |           | fox capture plan | fox capture plan | 3:05 |
| 14.       | 「Shadow of your eyes」     |           | fox capture plan | fox capture plan | 4:14 |
| 15.       | 「Days of Patience」        |           | fox capture plan | fox capture plan | 2:19 |
| 16.       | 「Judgement Day」           |           | fox capture plan | fox capture plan | 4:08 |
| 17.       | 「夜明け」                  |           | fox capture plan | fox capture plan | 2:56 |
| 18.       | 「Crow Dance (Piano Solo)」 |           | fox capture plan | fox capture plan | 2:07 |
| 19.       | 「Home」                    |           | fox capture plan | fox capture plan | 2:25 |
| 20.       | 「Lament」                  |           | fox capture plan | fox capture plan | 3:17 |
| 21.       | 「In the brightness」       |           | fox capture plan | fox capture plan | 1:59 |
| 22.       | 「迷宮」                    |           | 武内享           |                  | 5:43 |
| 23.       | 「いかした彼女」            |           | 武内享           |                  | 3:17 |
| 24.       | 「初期衝動」                |           | 武内享           |                  | 1:38 |
| 25.       | 「追跡コネクション」        |           | 武内享           |                  | 3:08 |
| 26.       | 「扉の向こう側」            |           | 武内享           |                  | 5:17 |
| 合計時間: | 合計時間:                   | 合計時間: | 合計時間:        | 75:54            |      |

### 書籍

#### オフィシャルブック
ヤメゴク ビジュアル ファイル
公式ビジュアルブック。角川マガジンズより2015年6月10日発売。ISBN 978-4-04-731939-4

#### ノベライズ
KADOKAWA〈角川文庫〉より発売。脚本は櫻井武晴、ノベライズは豊田美加。電子書籍版も同日配信開始。
- 『ヤメゴク I』 2015年4月25日発売、ISBN 978-4-04-102975-6
- 『ヤメゴク II』 2015年5月23日発売、ISBN 978-4-04-102976-3
- 『ヤメゴク III』 2015年6月20日発売、ISBN 978-4-04-102977-0

#### 漫画
『ヤングエース』 (KADOKAWA) で2015年4月号から2016年4月号まで連載された。連載発表時のタイトルは『足抜け刑事/麦秋』（あしぬけでか ばくしゅう）であった。
単行本は電子書籍版も同日配信開始。
- 関口太郎（漫画）・櫻井武晴（脚本）『ヤメゴク〜ヤクザやめて頂きます〜』KADOKAWA〈カドカワコミックス・エース〉、全3巻
  1. 2015年5月16日発売[57]、ISBN 978-4-04-103074-5
  2. 2015年11月26日発売[58]、ISBN 978-4-04-103443-9
  3. 2016年5月2日発売[59]、ISBN 978-4-04-104165-9